# Shawneetown
Shawneetown – miasto w Stanach Zjednoczonych, w stanie Illinois, siedziba administracyjna hrabstwa Gallatin.